# I-jang
I-jang (čínsky pchin-jinem Yìyáng, znaky 益阳) je městská prefektura v Čínské lidové republice, kde patří k provincii Chu-nan. Celá prefektura má rozlohu 12 330 čtverečních kilometrů a v roce 2020 zde žilo bezmála čtyři milionu obyvatel.
Město bylo založeno za dynastie Čchin.

## Správní členění
Městská prefektura I-jang se člení na šest celků okresní úrovně, a sice dva městské obvody, jeden městský okres a tři okresy.
| C’-jang Che-šan městský okres · Jüan-ťiang okres · Nan okres · Tchao-ťiang okres · An-chua |        |                       |             |                                         |
| Název                                                                                      | Název  | Počet obyvatel (2020) | Rozloha km² | Hustota zalidnění (obyv. na km²) (2020) |
| český přepis                                                                               | znaky  | Počet obyvatel (2020) | Rozloha km² | Hustota zalidnění (obyv. na km²) (2020) |
| Městské obvody                                                                             |        |                       |             |                                         |
| C’-jang                                                                                    | 资阳区 | 356 405               | 581         | 613                                     |
| Che-šan                                                                                    | 赫山区 | 889 068               | 1 273       | 698                                     |
| Městský okres                                                                              |        |                       |             |                                         |
| Jüan-ťiang                                                                                 | 沅江市 | 567 159               | 2 014       | 282                                     |
| Okresy                                                                                     |        |                       |             |                                         |
| An-chua                                                                                    | 安化县 | 780 969               | 4 950       | 158                                     |
| Nan                                                                                        | 南县   | 572 367               | 1 445       | 396                                     |
| Tchao-ťiang                                                                                | 桃江县 | 685 596               | 2 066       | 332                                     |
|                                                                                            |        |                       |             |                                         |
| Celkem                                                                                     | Celkem | 3 851 564             | 12 330      | 312                                     |